# 페낭 국제공항
페낭 국제공항(영어: Penang International Airport, 말레이어: Lapangan Terbang Antarabangsa Pulau Pinang,중국어: 槟城国际机场, IATA: PEN, ICAO: WMKP)은 말레이시아 피낭섬에 위치한 국제공항으로 쿠알라룸푸르 국제공항, 코타키나발루 국제공항 다음으로 여객 및 화물 수송량이 많다. 에어아시아, 파이어 플라이 항공이 공항을 허브 공항으로 사용하고 있다.
페낭 국제공항은 동남아시아의 항공 화물수송 허브로서 싱가포르의 창이 국제공항 다음으로 물류 거점지가 되어가고 있다. 2013년 약 5백 5십만명의 여객과 6만대 이상의 항공기가 피낭 국제공항을 거쳐간 기록을 세우면서 말레이시아의 3번째로 분주한 공항이 되었다. 그리고 2009년 아시아에서 화물 수송능력이 23번째로 뛰어나다는 표창을 받기도 하였다.

## 구성

### 여객 터미널
현재 페낭 국제공항과 말레이시아 교통국이 말레이시아의 대형 저가 항공사인 에어아시아의 3번째 전용 터미널 건설에 대한 논의가 이루어지고 있다. 이에 대응해 파이어 플라이 항공은 일명 커뮤니티 터미널이란 터미널을 건설하여 저가 항공사를 이용하는 사람들의 편의를 제공하려 하고 있다. 최근 말레이시아 언론에 의하면 이 터미널들의 건설단계는 최종 마무리 단계에 들어가 있다고 하였으며 남은 36 헥타르의 땅은 풀라우피낭 주 정부의 요청으로 남겨두었다. 이 외에도 보다 크고 현대적인 여객터미널과 화물 터미널의 필요성에 제기되었다.

### 활주로
페낭 국제공항에는 단 1개의 활주로가 있는데 아스팔트 재질의 길이 3,352M, 폭 80M인 04/22방향 활주로가 있다. 하지만 페낭 국제공항이 동남아시아의 항공 화물의 허브가 되어가면서 많아지고 있는 항공기를 처리하기 위해 활주로 추가 건설을 계획중이다.

## 운항 노선

### 국내선
| 항공사          | 목적지                                                           |
| --------------- | ---------------------------------------------------------------- |
| 에어아시아      | 조호르바루, 코타키나발루, 쿠알라룸푸르, 쿤칭, 랑카위, 메단, 미리 |
| 파이어 플라이   | 반다아체, 코 사무이, 코타바루, 끄라비, 수방, 콴탄, 랑카위, 메단  |
| 말레이시아 항공 | 코타키나발루                                                     |
| 말린도 항공     | 코타바루, 끄라비, 쿠알라룸푸르, 수방, 랑카위, 말라카             |

### 국제선
| 항공사                | 목적지                                  |
| --------------------- | --------------------------------------- |
| 에어아시아            | 싱가포르                                |
| 파이어 플라이         | 푸켓                                    |
| 중화항공              | 타이페이(도원)                          |
| 중국남방항공          | 광저우                                  |
| 캐세이 드래곤 항공    | 홍콩 (첵랍콕)                           |
| 홍콩 익스프레스 항공  | 홍콩 (첵랍콕)                           |
| 인도네시아 에어아시아 | 자카르타(수카르노 하타), 메단, 수라바야 |
| 라이온 에어           | 메단                                    |
| 스리위자야 항공       | 메단                                    |
| 타이항공              | 방콕(수완나품)                          |
| 타이 에어아시아       | 방콕(돈므앙)                            |
| 카타르 항공           | 도하                                    |

### 화물 노선
| 항공사             | 목적지                                                 |
| ------------------ | ------------------------------------------------------ |
| MAS 카고           | 쿠알라룸푸르, 도쿄(나리타), 상하이(푸동)               |
| 대한항공 카고      | 서울(인천), 마닐라, 자카르타(수카르노 하타)            |
| 아시아나항공 카고  | 서울(인천)                                             |
| 에어 홍콩          | 홍콩 (첵랍콕), 호치민                                  |
| 케세이 퍼시픽 카고 | 홍콩(첵랍콕), 방콕(수완나품), 싱가포르, 프놈펜, 하노이 |
| 중화항공 카고      | 타이페이(도원), 마닐라, 호치민                         |
| 에바항공 카고      | 타이페이(도원), 싱가포르, 홍콩(첵랍콕)                 |
| 페덱스 익스프레스  | 광저우                                                 |